# Georges Morel
Georges René Morel (ur. 11 lipca 1938 w La Teste-de-Buch, zm. 21 listopada 2004 tamże) – francuski wioślarz, srebrny medalista olimpijski.

## Kariera
Wystąpił na igrzyskach olimpijskich w Tokio w 1964, gdzie reprezentacja Francji w składzie: Jacques Morel (starszy brat), Georges Morel i Jean-Claude Darouy (sternik) zdobyła srebrny medal w dwójkach ze sternikiem. W finale o 1,92 sekundy przegrali z osadą USA, a o 0,27 sekundy wyprzedzili Holendrów. Był to jego jedyny start olimpijski.
Ponadto zdobył srebrny medal w dwójkach ze sternikiem na mistrzostwach świata w Bledzie (1966) oraz brązowy w ósemkach na mistrzostwach świata w Lucernie (1962).